# Amido de milho
Amido de milho é a farinha feita do milho usada na culinária ou para o preparo de cremes, como espessante.
Usa-se também a palavra maisena, termo do qual deriva a marca comercial Maizena, um amido de milho criado nos Estados Unidos em 1842, agora produzido pela empresa multinacional Anglo-Holandesa Unilever. Maizena por sua vez vem da palavra para milho (maíz) na língua taína.
Para a sua confecção os grãos de milho são molhados e têm retiradas a casca e a plântula embrionária. Após secagem, o grão remanescente, quase que totalmente de amido, é triturado e moído até se transformar num pó bem fino.

## Características
O amido de milho é elemento presente na fabricação de alimentos, sendo a principal matéria-prima dos chamados extrusados, tais como biscoitos, cereais matinais, massas pré-cozidas e outros, pois tem como características produzir efeitos apreciados pelo consumidor, tais como crocância ou grande expansão. Em modo caseiro, o amido de  milho pode ser usado no preparo de bolos, para deixá-los mais leves.

## Uso lúdico
Em 2006, o programa de televisão espanhol El Hormiguero, do Canal 4, mostrou pessoas andando sobre uma mistura de água e amido cru numa piscina. A emissora brasileira Globo exibiu uma matéria sobre o efeito da pasta que, mais tarde, veio a se transformar num dos quadros do apresentador Gugu Liberato, primeiro no SBT, depois na Rede Record, para onde se transferiu.

## Aplicação
Alimentos em pó, alimentos processados, biscoitos, confeitos, doce de leite, fermento químico, mingau, massas e molhos. Atua como aglutinante, veículo de Vitamina C e emulsificante em melhoradores de panificação. Promove viscosidade a sopas e caldos, quebra da força de glúten em biscoitos e branqueamento de farinha de trigo.